# Siemens Energy
Siemens Energy AG er en energikoncern, der blev etableret i 2020 ved et spin-off af gas- og elektricitetsdivisionen i Siemens AG. Selskabet har en ejerandel på 67 % af Siemens Gamesa.
Siemens Energy AG blev børsnoteret på Frankfurter Wertpapierbörse 28. september 2020 og er en del af DAX-indekset.